# Dipartimento di Diffa
Il dipartimento di Diffa è un dipartimento del Niger facente parte della regione omonima. Il capoluogo è Diffa.

## Geografia antropica
Il dipartimento di Diffa è suddiviso in 5 comuni:

### Comuni urbani
- Diffa

### Comuni rurali
- Bosso
- Chétimari
- Gueskerou
- Toumour